# عبد الله بن بلقين
عبد الله بن بلقين الصنهاجي رابع وآخر حكام طائفة غرناطة في عهد ملوك الطوائف.

## سيرته
بعد وفاة باديس بن حبوس عام 465 هـ، اتفق شيوخ صنهاجة على تولية حفيده عبد الله بن بلقين، متجاوزين شقيقه الأكبر تميم بن بلقين الذي كان واليًا على مالقة من قبل جده. كان عبد الله حين اختاره شيوخ صنهاجة للحكم صبيًا، فتولى تدبير شئون دولته وزيره سماجة الذي كان من شيوخ صنهاجة. ضبط سماجة شئون الدولة، واستأثر بالسلطة. استغل المعتمد بن عباد وفاة باديس، فهاجم جيان التي تقع في شمال أراضي طائفة غرناطة، واستولى عليها عام 466 هـ. ثم سار إلى غرناطة، وبنى بعض الحصون بالقرب منها، لكي تكون قاعدة لهجماته. فسار لقتاله الوزير سماجة بجيش صنهاجة، وأجبر المعتمد على العودة دون أن يحقق أهدافه. عقد عبد الله بن بلقين بمشورة من الوزير سماجة مع ألفونسو السادس ملك قشتالة معاهدة تحالف يؤدي فيها جزية قيمتها 20,000 دينار. فأمده ألفونسو بقوات صاحبت جيش صنهاجة في حملته على أراضي إشبيلية واستطاع بها أن يستعيد قبرة. وفي العام التالي 467 هـ، سار ألفونسو إلى إشبيلية وغرناطة ليطالبهما بأداء الجزية. فبعث له المعتمد بن عباد وزيره ابن عمار يدعوه للتحالف ومهاجمة غرناطة على أن تكون المدينة للمعتمد وأموالها لألفونسو، إضافة إلى 50,000 دينار يدفعها المعتمد لألفونسو. إلا أن هزيمة المعتمد على يد المأمون بن ذي النون في قرطبة، حالت دون إتمام هذا المخطط. أعاد ابن عباد محاولته للتحالف مع ألفونسو لغزو غرناطة، فرأى عبد الله أن يقطع الطريق على هذا التحالف، فسار بنفسه إلى ألفونسو، واتفقا على أن يؤدي عبد الله جزية سنوية قيمتها 10,000 مثقال من الذهب، وأن يسلم عبد الله لألفونسو بعض الحصون قرب جيان، التي باعها ألفونسو فيما بعد للمعتمد بن عباد.
وجد عبد الله أن وزيره سماجة لم يبق له من السلطة شيئًا، فعزله وسمح له بالمسير في أهله إلى ألمرية، ثم أجرى عدد من الاصلاحات الداخلية. وعقد معاهدة تحالف مع المعتصم بن صمادح صاحب ألمرية. ثم سار لقتال أخيه تميم الذي استقل بحكم مالقة، وأغار على ثغر المنكب الذي كان تحت حكم عبد الله، واستطاع عبد الله هزيمة تميم، وكاد أن ينهي حكمه على مالقة لولا تدخل والدتهما، فتركه على حكم مالقة.
وفي أواخر عام 477 هـ، تصالح عبد الله مع المعتمد بن عباد، قبل أشهر من سقوط طليطلة في يد ألفونسو السادس ملك قشتالة في أول صفر 478 هـ. كان سقوط طليطلة صدمة لكل ملوك الطوائف، فلجأوا إلى توحيد صفوفهم، والاستنجاد بيوسف بن تاشفين زعيم المرابطين في المغرب. سارت رسل ملوك الطوائف إلى ابن تاشفين تدعوه للنصرة على غزو قشتالة. وشارك عبد الله مع قوات الأندلس إلى جانب جيش المرابطين في معركة الزلاقة عام 479 هـ. وفي 10 رجب 483 هـ، خلعه يوسف بن تاشفين ونفاه إلى أغمات، لما بلغه من أخبار عن تحالف سري عقده عبد الله مع ألفونسو لمقاومة المرابطين.
في منفاه كتب عبد الله بن بلقين مذكراته الشخصية وعنونها بعنوان «التبيان عن الحادثة الكائنة بدولة بني زيري في غرناطة»، وقد نشره المستشرق ليفي بروفنسال عام 1955 ضمن سلسلة «ذخائر العرب» الصادرة عن «دار المعارف المصرية» تحت عنوان «مذكرات الأمير عبد الله آخر ملوك بني زيري بغرناطة» من الأصل الوحيد المحفوظ في جامعة القرويين بفاس. توفي عبد الله في منفاه في أغمات.